# Boucle du Coton
El Boucle du Coton era una cursa ciclista per etapes que es corria a Burkina Faso. La primera edició es disputà el 2005 i la darrera el 2011. De 2006 a 2008 la cursa forma part de l'UCI Àfrica Tour, amb una categoria 2.2.

## Palmarès
| Any  | Vencedor                 | Segon                      | Tercer               |
| ---- | ------------------------ | -------------------------- | -------------------- |
| 2005 | Gueswendé Sawadogo       | Rabaki Jérémie Ouédraogo   |                      |
| 2006 | Rabaki Jérémie Ouédraogo | Abdul Wahab Sawadogo       | Saidou Rouamba       |
| 2007 | Saidou Rouamba           | Ahmed Mohamed Atunsi Fathi | Abdul Wahab Sawadogo |
| 2008 | Gueswendé Sawadogo       | Simon Pierre Kiba          | Idrissa Ouedraogo    |
| 2009 | Seidou Tall              | Hamidou Yaméogo            | Houdo Sawadogo       |
| 2010 | Fatao Sawadogo           |                            |                      |
| 2011 | Harouna Ilboudo          |                            |                      |